# Martin Wagner (Fußballspieler, 1968)
Martin Wagner (* 24. Februar 1968 in Offenburg) ist ein ehemaliger deutscher Fußballspieler.

## Sportliche Laufbahn

### Verein
Wagner begann seine Karriere beim Offenburger FV. 1988 wechselte er zum 1. FC Nürnberg. Der 20-jährige damalige Vertragsamateur wurde bereits nach wenigen Spieltagen Stammspieler in der Bundesliga. Er erzielte in seiner ersten Saison sieben Tore und stieg zum Junioren-Nationalspieler auf. Im September 1989 erlitt Wagner eine Knieverletzung und konnte erst wieder mit Beginn der Saison 1990/91 Spiele bestreiten. Der FCN unterbreitete Wagner nach Vertragsablauf 1992 aus finanziellen Gründen kein neues Angebot. Er wechselte zum 1. FC Kaiserslautern und wurde nach guten Leistungen noch im selben Jahr in der A-Nationalmannschaft eingesetzt. Mit dem FCK wurde er 1996 DFB-Pokalsieger. Im Finale gegen den Karlsruher SC erzielte er per Freistoß das Tor zum 1:0-Sieg. In derselben Saison stieg er mit dem Verein aus der Bundesliga ab. Als erster Leistungsträger gab Wagner trotz des Abstiegs seinen Verbleib bekannt. Während der Sommerpause wurde Otto Rehhagel Trainer des 1. FC Kaiserslautern. 1997 stieg Wagner mit dem Verein in die Bundesliga auf und wurde 1998 Deutscher Meister – das bisher einzige Mal, dass es einem Aufsteiger gelang, den Titel zu holen. Zur Saison 2000/01 wechselte Wagner zum VfL Wolfsburg, konnte dort aber verletzungsbedingt nur zwei Spiele bestreiten und beendete seine Laufbahn nach der Saison. Insgesamt absolvierte er 271 Partien im Oberhaus des deutschen Fußballs.

### Nationalmannschaft
Sein Debüt für die deutsche Nationalmannschaft gab Wagner am 16. Dezember 1992 im Spiel gegen Brasilien. 1994 nahm ihn Bundestrainer Berti Vogts in den Kader für die Fußball-Weltmeisterschaft 1994 auf. Er kam vor dem Turnier noch in den Spielen gegen Irland und Kanada zu Testeinsätzen. In den USA selbst spielte Wagner im Achtelfinale gegen Belgien (3:2) und im Viertelfinale gegen Bulgarien (1:2). Wagner spielte dabei auf der linken Außenbahn. Sein letztes von sechs Länderspielen absolvierte er am 12. Oktober 1994 gegen Ungarn beim torlosen Remis in Budapest.

## Erfolge
- Deutscher Meister: 1997/98
- Deutscher Vizemeister: 1993/94
- DFB-Pokal-Sieger: 1995/96

## Weiterer Werdegang
Nach der aktiven Spielerkarriere ist Wagner als Spielervermittler tätig und vertritt eine Reihe deutscher und internationaler Fußballer. Im Mai 2014 wurde bekannt, dass Wagner an Hautkrebs erkrankt war und sich einer Bestrahlungstherapie unterzogen hatte.